# Thietmar Merseburški
Thietmar, Dietmar ali Dithmar Mesreburški (nemško Thietmar von Merseburg) je bil od leta 1009 do svoje smrti knezoškof Merseburga, * 25. julij 975 ali 976, † 1. december 1018, Merseburg, Nemčija.
Bil je pomemben kronist, ki je dokumentiral vladavine nemških kraljev in cesarjev Svetega rimskega cesarstva iz saške Otonske dinastije. Dva Thietmarjeva pradeda, oba sta bila  Liutharja, sta bila saška plemiča Lotar II., grof Stadeja, in Lotar I., grof Walbecka. Oba sta bila ubita v bitki s Slovani pri Lenzenu.

## Življenje
Thietmar je bil sin saškega grofa Siegfrieda I. Starejšega Walbeškega  in njegove žene Kunigunde, hčerke Henrika I. Plešastega. Oče se je skupaj z mejnim grofom Odom boril proti vojvodi Mješku I. Poljskemu v bitki pri Cedyniji. V času Thietmarjevega rojstva je bila njegova družina na strani otonskega vojvode Henrika II. Bavarskega
"Prepirljivca" v njegovem uporu proti bratrancu, cesarju Otonu II. Bratranca sta se kasneje pomirila. Siegfried je postal mestni grof Möckerna, njegov brat Lotar pa grof Walbecka in od leta 983 do svoje smrti leta 1003 služil kot mejni grof Severne marke.
Thietmar, krščen v Halberstadtu, se je pripravljal na cerkveno kariero. Šolal se je na šoli v kapitlju sv. Servacija Quedlinburške opatije in od leta 987 v benediktinski opatiji Berge v Buckau pri Magdeburgu.  Od 1. novembra 990 je skupaj s sorodnikom Brunom Querfurtskim obiskoval magdeburško stolno šolo. Poznal je dela Avguština iz Hipona, še bolj pa klasične avtorje, kot so Vergilij, Horacij, Lukan in Makrobij.
Thietmar je bil priča bojem mladega otonskega kralja Otona III. in njegove matere Teofane, da bi zagotovila svojo vladavino. Nekoliko je tudi sam sodeloval v nekaterih političnih dogodkih tistega časa. Leta 994 je bil talec v rokah Nordijcev in mu ni bila neznana resničnost vojne. Po smrti staršev je podedoval velike dele posesti Walbeck in leta 1002 postal prošt družinskega samostana, ki ga je ustanovil njegov ded, grof Lotar  II. 21. decembra 1004 ga je magdeburški nadškof Tagino posvetil v duhovnika.
Leta 1009 je na posredovanje nadškofa Tagina postal škof merseburške škofije, ki jo je leta 1004 ponovno vzpostavil kralj Henrik II. Bil je zvest zagovornik nemškega kraljestva, a se je le redko vmešaval v politične zadeve. Umrl je 1. decembra 1018 in bil pokopan v stolnici v Merseburgu.

## Thietmarjeva kronika
Od leta 1012 in 1018 je Thietmar med svojim škofovanjem sestavil svojo kroniko Chronicon Thietmari, ki obsega osem knjig. Kronika pokriva obdobje med letoma 908 in 1018, saške cesarje Henrika Ptičarja, tri Otone in Henrika II. Svetega. Kot cesarjev svetovalec in udeleženec v številnih pomembnih političnih transakcijah je bil dobro opremljen za pisanje zgodovine svojega časa.
Prve tri knjige, ki pokrivajo vladavine Henrika I., Otona I. in Otona II., v veliki meri temeljijo na prejšnjih kronikah, ki so večinoma še ohranjene. Med slednje spadajo Res gestae Saxonicae Widukinda Corveyjevega, Annales Quedlinburgenses in druge. Četrta knjiga, ki zajema vladavino Otona III., vsebuje veliko izvirnih podatkov. Preostale štiri knjige, ki opisujejo vladavino Henrika II. do leta 1018, so neodvisna Thietmarjeva pripoved in poleg tega, da so glavni vir za saško zgodovino med vladavino Henrika II., vsebujejo tudi dragocene podatke o sodobni zgodovini in civilizaciji slovanskih plemen vzhodno od reke Labe, pa tudi Poljakov, Madžarov in Bolgarov, ki jih ni mogoče najti nikjer drugje.
Latinščina in kompozicija nista na visoki ravni, predvsem zato, ker je, kot razkriva izvirni rokopis, Thietmar spreminjal besedila in vstavljal nova tudi potem, ko je bilo delo dokončano. Prav tako avtor ne razlikuje vedno pomembnih in  nepomembnih dogodkov.
Kronika je kljub temu odličen vir za zgodovino Saške v času vladavine cesarjev Otona III. in Henrika II. Thietmar ni izključil nobenih informacij, vendar se najbolj popolne podrobnosti nanašajo na škofijo v Merseburgu in na vojne proti Vendom (polabskim Slovanom) in Poljakom.
Izvirni rokopis je bil leta 1570 prenešen v Dresden. Med bombardiranji mesta med drugo svetovno vojno je bil rokopis močno poškodovan. Nedotaknjenih je ostalo le nekaj listov. Na srečo je L. Schmidt leta 1905 v Dresdenu izdal celotno faksimilno izdajo Thietmarjeve kronike.
Thietmarjevo izjavo, da je Gerov križ v kölnski stolnici naročil nadškof Gero, ki je umrl leta 976, so umetnostni zgodovinarji zavračali, saj so mislili, da je imel v mislih nek drug križ. Leta 1976 so njegovo izjavo potrdili z dendrokronologijo.